# Hoffmannia villosula
Hoffmannia villosula är en måreväxtart som beskrevs av Paul Carpenter Standley. Hoffmannia villosula ingår i släktet Hoffmannia och familjen måreväxter.
Artens utbredningsområde är Peru. Inga underarter finns listade i Catalogue of Life.